# Ayesha Takia
Ayesha Takia (Bombay, 14 de abril de 1986) es una actriz y modelo india, popular por su participación en películas de Bollywood. Hizo su debut en el largometraje Taarzan: The Wonder Car, actuación que le valió un premio Filmfare a mejor debut femenino en 2004. Otras actuaciones notables incluyen películas como Dor (2006), por la que ganó un Screen Award a mejor actriz y Wanted de 2009.
Además de Bollywood, Takia también ha aparecido en la película de telugu Super de 2005, con el actor de Tollywood Akkineni Nagarjuna, por la que fue nominada para el Premio Filmfare a la Mejor Actriz. Su éxito más reciente fue Wanted de Prabhu Deva, coprotagonizada por Salman Khan, que surgió como uno de los éxitos de taquilla más grandes de 2009. La película fue la tercera más taquillera del año y su papel recibió críticas positivas. En 2011, protagonizó Mod, que tuvo una buena respuesta. A partir de 2012, fue anfitriona del reality show musical Sur Kshetra.

## Vida personal
Takia lleva una vida muy activa en los medios y ha expresado en más de una ocasión su apoyo a las causas en beneficio de la fauna salvaje. Tiene un hijo con su esposo Farhan Azmi. En abril de 2014, Ayesha denunció a su suegro, el legislador del partido Samajwadi Abu Azmi, por afirmar que las víctimas de violación también deberían ser castigadas. Públicamente ha reconocido que es vegana.